# Štiavnik
Štiavnik este o comună slovacă, aflată în districtul Bytča din regiunea Žilina. Localitatea se află la altitudinea de 387 m deasupra n.m., se întinde pe o suprafață de 55,691 km2 și în 2017 număra 4.064 de locuitori. Se învecinează cu comuna Hvozdnica.

## Personalități născute aici
- Ján Kuciak (1990 - 2018), jurnalist de investigații.

## Istoric
Localitatea Štiavnik este atestată documentar din 1439.

## Demografie
| An:                | 1994 | 2004   | 2014   | 2024   |
| ------------------ | ---- | ------ | ------ | ------ |
| Număr de persoane: | 3944 | 4097   | 4101   | 3920   |
| Diferență:         |      | +3,87% | +0,09% | −4,41% |

| An:                | 2023 | 2024   |
| ------------------ | ---- | ------ |
| Număr de persoane: | 3933 | 3920   |
| Diferență:         |      | −0,33% |